# داگلاس لوئیس (بوکسور)
داگلاس لوئیس (انگلیسی: Douglas Lewis; ۶ اوت ۱۸۹۸ – ۱۹ فوریهٔ ۱۹۸۱) بوکسور اهل کانادا بود.